# Fischmann Éva
Fischmann Éva (1948-tól: Aviva E. Gileadi) (Budapest, 1917. november 26. – Tampa, 2001. június 8.) izraeli atomtudós, az Izraeli Technológiai Intézet (Technion) Nukleáris Technika Tanszékének professzora. A nukleáris reaktorok energiatermelésre és sótalanításra való felhasználásának szakértője volt. Ő volt az első nő a nyugati blokkban, aki engedélyt kapott atomreaktor üzemeltetésére, és az egyetlen, aki 1963-ban ilyen engedéllyel rendelkezett.

## Életpályája
Szülei Fischmann Sámuel (1872–1962) és Kupferstein Gizella voltak. A Pesti Izraelita Hitközség Leánygimnáziumban érettségizett, majd a budapesti Pázmány Péter Tudományegyetem Bölcsészettudományi Karának hallgatója lett, ahol 1942-ben vehette át oklevelét. A második világháború alatt koncentrációs táborba került. Később Auschwitzba deportálták, de sikerült megszöknie és elrejtőznie, amíg a Vörös Hadsereg 1945 januárjában Budapestre nem érkezett. 1946-ban Bécsbe költözött, ahol megismerkedett Michael Gileadi radiográfussal, akihez feleségül ment. 1948-ban kivándorolt Izraelbe, ahol Aviva-ra változtatta a nevét. Aviva Gileadi a Givat HaShlosha Kibbutz középiskolájában tanított, és egy ideig a Weizmann Tudományos Intézetben is dolgozott.
1955-ben Haifába költözött, és a Technionban kezdett dolgozni, kezdetben a Fizika Tanszéken, majd 1958-ban, a Nukleáris Technika Tanszék megalapításakor annak professzora lett.
1960-ban ösztöndíjat nyert, hogy egy évig az Argonne Nemzeti Laboratóriumban tanulhasson, és egy félévet kutathasson a Michigani Egyetem Nukleáris Fizika Tanszékén. Amikor az ösztöndíj lejárt, elfogadta az ajánlatot, hogy még egy évet töltsön a nukleáris tudományok területén. Ez idő alatt beiratkozott egy atomreaktor-üzemeltetési tanfolyamra, és megkapta az üzemeltetői engedélyt. Az újságok 1963-ban azt állították, hogy ő volt az egyetlen nő a nyugati világban, aki ilyen engedéllyel rendelkezett. 1965-ben az amerikai kormány felkérte, hogy segítsen a Puerto Ricó-i Boiling Nuclear Superheater (BONUS) reaktortelep aktiválásában. Munkája részeként egy mérnökcsoportot oktatott az atomreaktor működtetésére. Ezenkívül egy mesterképzésen nukleáris mérnöki órát tartott.

## Magánélete
Kétszer házasodott. Első férje Seres Iván (1907–1966) magyar matematikus és tanár volt. Mielőtt Izraelbe emigrált, elvált Serestől. Izraelben feleségül ment Michael Gileadihez, egy lengyel származású röntgentechnikushoz. Két gyermekük született.

## Fordítás
- Ez a szócikk részben vagy egészben  az   Aviva Gileadi című angol Wikipédia-szócikk ezen változatának fordításán alapul.  Az eredeti cikk szerkesztőit annak laptörténete sorolja fel. Ez a jelzés csupán a megfogalmazás eredetét és a szerzői jogokat jelzi, nem szolgál a cikkben szereplő információk forrásmegjelöléseként.